# Stingray (Torpedo)
Der Stingray ist ein Torpedo, der von der Royal Navy, der norwegischen Marine und anderen eingesetzt und von BAE Systems hergestellt wird.
Der Torpedo wiegt 267 kg und ist 2,6 m lang. Er erreicht eine Geschwindigkeit von 45 kn und hat eine Reichweite von knapp 4,5 Seemeilen. Die maximale Bekämpfungstiefe ist 750 m, ein Einsatz gegen Überwasserziele ist nicht möglich. Die Waffe kann auch von Hubschraubern und vom Aufklärungsflugzeug Nimrod abgeworfen werden.

## Namensherkunft
Der Name für diesen Torpedo wurde in Anlehnung an den Stachelrochen vergeben, der auf Englisch Stingray heißt.